# 臺北市藝文推廣處
臺北市藝文推廣處，是臺北市政府文化局的附屬機構。

## 歷史

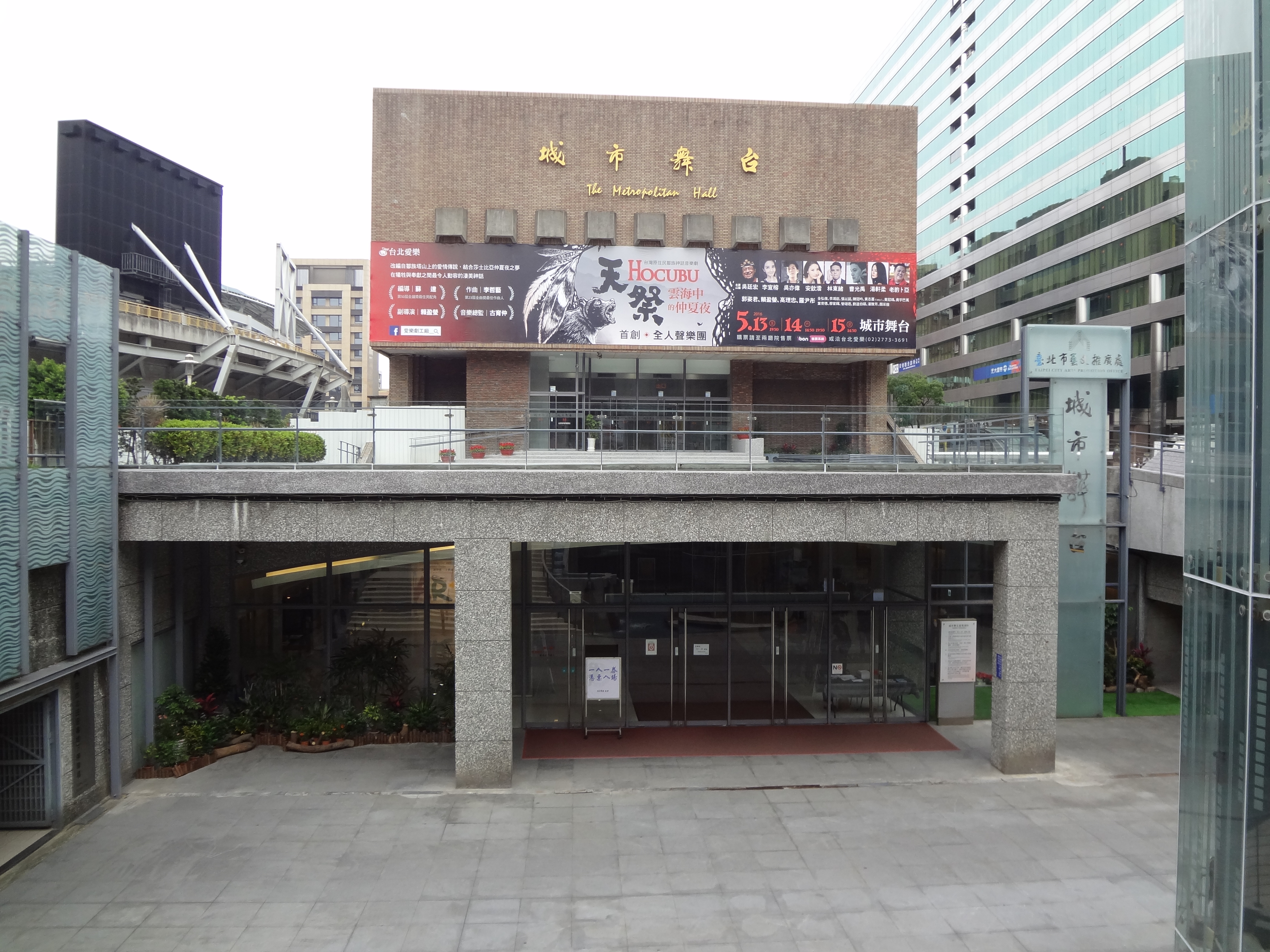
城市舞台

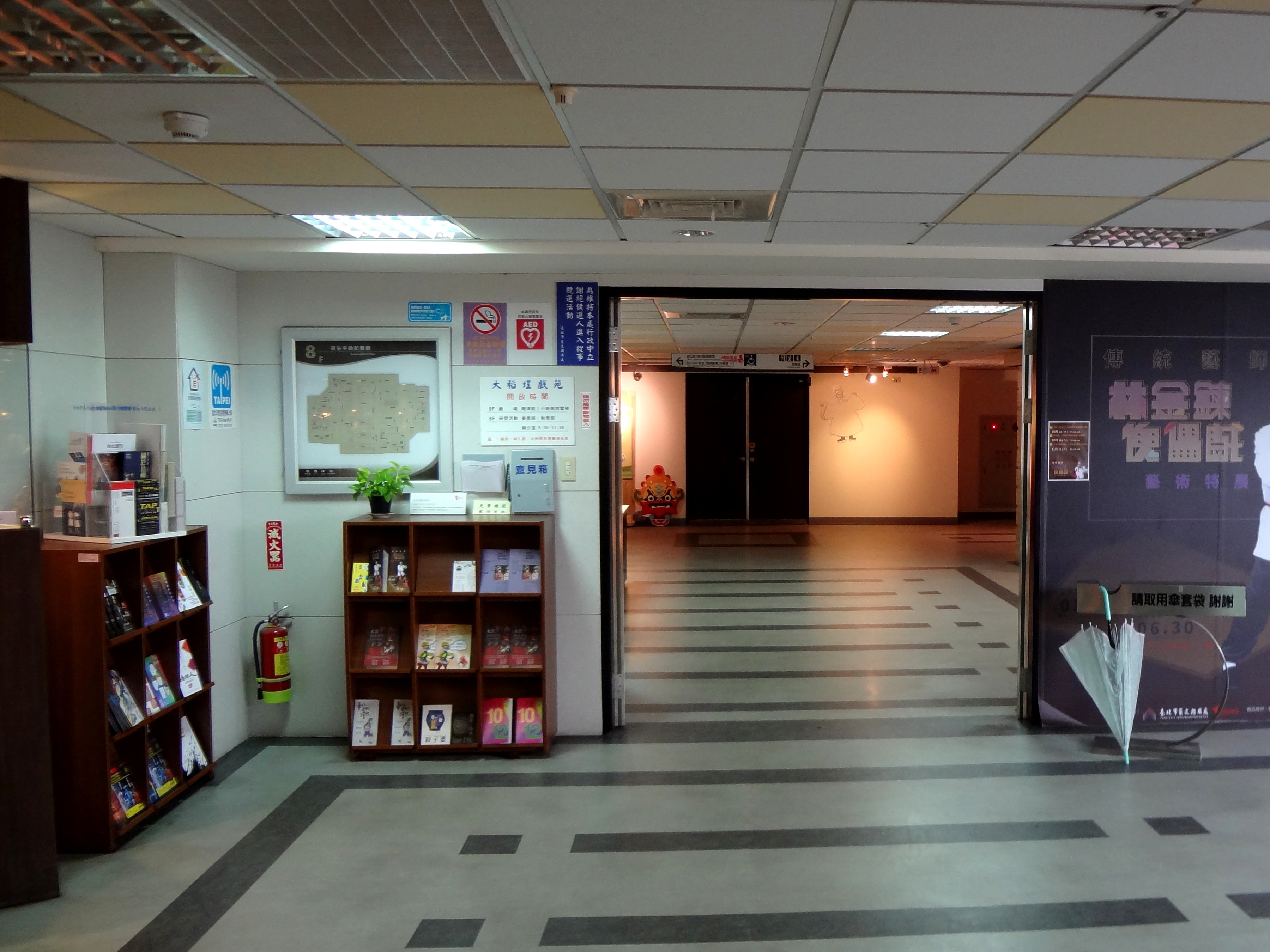
大稻埕戲苑

- 1961年（民國50年）4月，臺灣省政府於臺北市政府教育局成立「臺北市立社會教育館籌備委員會」，由臺灣省立新竹社會教育館輔導設立「臺北市立社會教育館」。

- 1964年（民國53年）1月，臺北市立社會教育館借用臺北市中山大樓（今中山市場）辦公。

- 1967年（民國56年）1月，臺北市立社會教育館借用臺北市孔廟明倫堂為臨時館址；同年7月1日，臺北市改制為直轄市，臺北市立社會教育館脫離臺灣省立新竹社會教育館輔導範圍。

- 1976年（民國65年），臺北市政府決定於臺北市五號公園預定地興建臺北市立社會教育館總館。

- 1979年（民國68年）3月，臺北市立社會教育館總館興建工程於臺北市五號公園預定地開工。

- 1983年（民國72年）6月，臺北市松山區八德路三段25號臺北市立社會教育館總館完工[1]；同年10月22日，臺北市政府正式啟用臺北市立社會教育館總館。

- 1987年（民國76年）2月，臺北市立社會教育館於延平區行政中心9樓成立「延平活動中心」。

- 1999年（民國88年）11月6日，臺北市政府文化局成立，臺北市立社會教育館改隸文化局，臺北市政府核定臺北市立社會教育館英文名稱為「Taipei Cultural Center」。

- 2003年（民國92年）3月，臺北市立社會教育館文化活動中心完成整修，更名為「城市舞台」。

- 2004年（民國93年）1月，原景美區公所大樓改建為「臺北市立社會教育館文山分館」。

- 2005年（民國94年）5月12日，已故藝人倪敏然治喪委員會於臺北市立社會教育館總館舉辦倪敏然追思會「光彩謝幕 願倪好走」。

- 2009年（民國98年）10月31日，臺北市立社會教育館文山分館更名為「文山劇場」，臺北市立社會教育館延平活動中心更名為「大稻埕戲苑」。

- 2012年（民國101年）4月2日，臺北市立社會教育館館長林慧芬升任臺北市政府文化局副局長，前臺北市政府教育局副局長林信耀接任館長。

- 2015年（民國104年）11月6日，配合《臺北市政府文化局組織規程》修正，臺北市立社會教育館改為「臺北市藝文推廣處」，英文名稱為「Taipei City Arts Promotion Office」，林信耀續任處長，臺北市立社會教育館行政大樓改為「藝文大樓」。

- 臺北市立社會教育館改為臺北市藝文推廣處前夕，預算員額73人，館本部包含館長1人、副館長1人、技工2人，下設推廣組、輔導組、研究組、總務組、會計機構、人事機構。各單位預算員額：推廣組25人、輔導組5人、研究組8人、總務組27人、會計機構2人、人事機構2人。

## 組織架構

### 處本部
- 處長
- 副處長

### 內部單位
- 展演活動課：各項音樂、戲劇、舞蹈演出節目之規劃辦理，城市舞台、親子劇場與文山劇場之節目檔期安排、場地出租與劇場燈光、音響、舞台、視訊專業設施之操作管理，表演團體演出技術之協調溝通與表演場地接待服務，駐館團隊、創作甄選、學校藝術文化教育及演出團隊宣傳之推廣等劇場營運管理事項。
  - 城市舞台
  - 文山劇場
  - 親子劇場
- 藝文推廣課：主要業務係辦理本處志工業務、展覽業務、市民講座、「文化就在巷子裡-社區藝術巡禮」系列活動等各項展演活動及其他有關社會教育之藝文推廣等事項。
- 傳統戲曲課：規劃執行各類傳統藝術表演、社會教育、文化教育之藝文推廣課程、傳習、展覽、講座各項推廣活動、大稻埕戲苑營運管理、傳統戲曲文化、生態研究、附設傳統戲曲劇團規劃、營運、整合本市各項傳統藝術文化資源等事項。
  - 大稻埕戲苑
  - 大稻埕青年歌仔戲團
- 秘書室：文書、檔案、出納、總務、財產之管理與資訊、法制、研考等業務及不屬於其他各單位事項。
- 會計機構：依法辦理歲計、會計及統計事項。
- 人事機構：依法辦理人事管理事項。

## 歷任處長
| 任別 | 姓名   | 就職時間      | 卸任時間 |
| ---- | ------ | ------------- | -------- |
| 1    | 林信耀 | 2015年11月6日 |          |
| 2    |        |               |          |
| 3    |        |               |          |
| 4    |        |               |          |
| 5    |        |               |          |

## 外部連結
- 臺北市藝文推廣處 （页面存档备份，存于）（中文）（英文）
- 大稻埕戲苑-臺北旅遊網
- 戲曲心據點【大稻埕戲苑】  痞客邦
- 大稻埕戲苑的Facebook專頁